# ボルネオ島

淡色の南部がインドネシア領で、濃色の北部がマレーシア領。緑色がブルネイ。（標記: 英語）

ボルネオ島（ボルネオとう、インドネシア語: Pulau Kalimantan、マレー語: Borneo、ジャウィ文字: بورنيو）は、東南アジアの島。南シナ海（西と北西）、スールー海（北東）、セレベス海とマカッサル海峡（東）、ジャワ海とカリマタ海峡（南）に囲まれている。インドネシア・マレーシア・ブルネイ、この3か国の領土であり、世界で最も多くの国の領地がある島となっている。
面積は725,500km2で日本の国土の約1.9倍の大きさである。世界の島の中では、グリーンランド島、ニューギニア島に次ぐ、面積第3位の島である（面積順の世界の島一覧も参照）。

## 地名
オランダ語と英語ではボルネオ (Borneo)、インドネシア語ではカリマンタン (Kalimantan) の呼称を使うのが一般的。また、「ボルネオ」の語源は、かつて島の北半分を占めていた「ブルネイ」が訛ったものといわれている。

## 歴史

### 概要
- マハカム川沿い（現代の東カリマンタン州）にあったクタイ王国の遺跡（ムアラカマン遺跡）で、グランタ文字の彫られた4世紀後半の日付が記された石柱が見つかっている。これは東南アジア地区におけるヒンドゥー教の最も初期の痕跡である。
- 古代の中国、インド、ジャワの書簡によると、西暦1000年位まで、ボルネオ西海岸の街は、貿易ルートの一部である貿易港であった。インド人は、スマトラ島と間のボルネオ西部の島を含めて、ボルネオを「金の土地(Suvarnabhumi)」及び「樟脳の島(Karpuradvipa)」と名づけた。ジャワ人はボルネオを「Puradvipa」あるいは「ダイアモンド島」と名づけた。
- サラワクの川のデルタ地帯における考古学的な発見物により、この土地が6世紀から西暦約1300年までの間、インドと中国の貿易の中心地として栄えていたことを示している。
- 第二次世界大戦に突入後の1941年12月16日、英領ボルネオに日本の陸海軍部隊が初上陸[1]。12月24日にはクチンを占領し、日本の軍政下においた。1945年の終戦時まで期間中、ボルネオにおける戦没者数は、陸軍1万1300人、海軍6700人。終戦後、本土に復員を果たした者は陸軍1万8600人、海軍1万900人[2]。
- 植民地時代にオランダ領となっていた地域がインドネシア共和国として独立、イギリス領となっていた地域はマレー半島のマラヤ連邦と統合してマレーシアを結成するが、スールー王国の勢力圏だったことがある北部のサバ州に対して、フィリピンが歴史上自国のものであるとして領有権を主張、一時紛争に至る。

### 主要年表
- 4世紀末-5世紀初頭、クタイ王国が貿易で栄える。
- 971年、ブルネイが宋に朝貢。
- 15世紀、明の鄭和が「婆羅」に寄航したとある。婆羅はボルネオの中国語表記。
- 16世紀頃、西欧の商人が渡来し始める。
- 1521年、ブルネイ湾にマゼラン艦隊が入港。
- 1777年、現在の西カリマンタン州付近に、中華系国家蘭芳公司が設立され、羅芳伯が初代総長（大統領）となる。
- 1881年、英国北ボルネオ会社が設立される。
- 1846年、現在のサラワク州付近に白人王ジェームズ・ブルックによるサラワク王国が設立される（ブルネイからの独立）。
- 1888年、蘭芳公司が滅亡しオランダ領となる。
- 1888年7月、イギリス保護国北ボルネオ（1882年 - 1963年）が成立。
- 1942-1945年、第二次世界大戦では日本が占領。
- 1945-1949年、インドネシア独立戦争を経て南部がインドネシアに編入。
- 1946年、サラワク王国が統治権を返上しイギリスの直轄植民地に。
- 1963年、マレーシア合意によりサラワク州・北ボルネオがマレーシアに編入。
- 1984年、イギリスの保護下に置かれていたブルネイが独立。
- 2013年2月11日、ラハダトゥ対立。スールー王国末裔のキラム家が武装集団を率いてフィリピンから侵攻。
- 2018年8月26日、ジョコ・ウィドド大統領が東部東カリマンタン州クタイカルタネガラ県（英語版）と北プナジャムパスル県（英語版）にかかる地域であるバリクパパン近郊に首都を移転する方針を表明[3][4]。
- 2022年1月18日、中央政府議会が首都移転に必要な法律を可決し、新首都名をヌサンタラと決定[5]。

## 地理

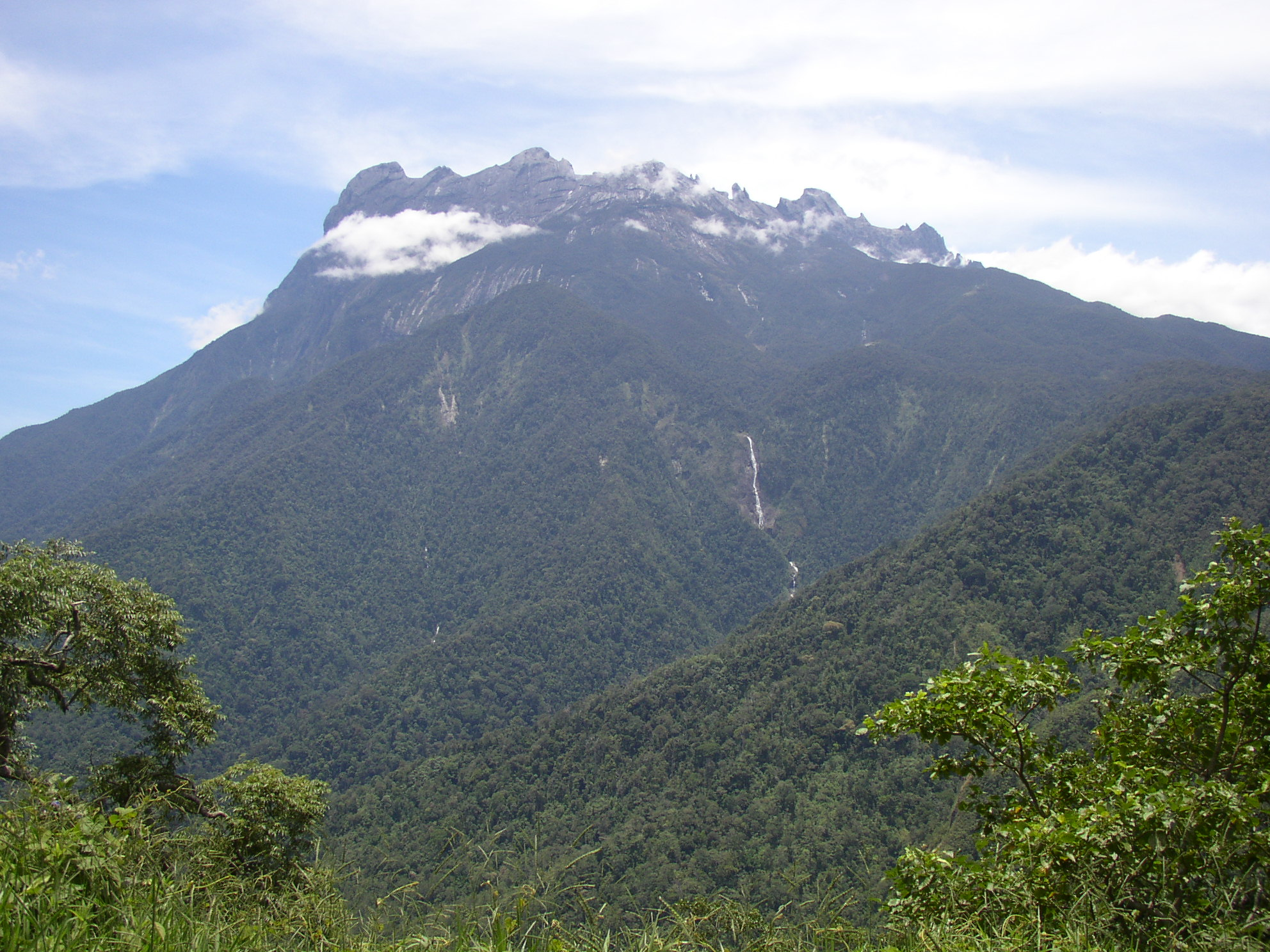
キナバル山

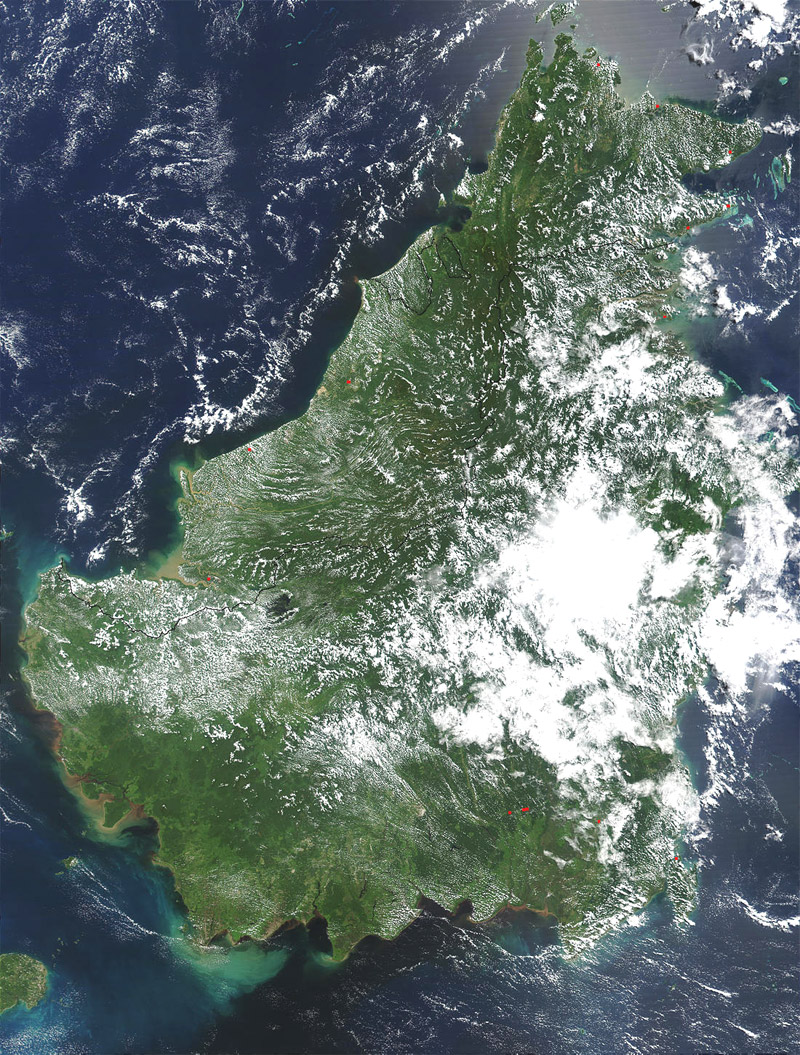
ボルネオ島の衛星写真

アルプス・ヒマラヤ造山帯と環太平洋造山帯の交点にあたる地域に位置し、全体的に山がちの地形である。また、両造山運動の影響により、山脈が上空から見ると南北にK字になっており、同様の形状となるスラウェシ島、ハルマヘラ島と合わせ、学術的に「3K諸島」と呼称することもある。1億年ほど現在の位置から動いておらず、その為、温暖な気候を保つ事が出来た為、この島の熱帯雨林は世界最古の熱帯雨林と考えられている。最高峰は島中央を貫くイラン山脈の北東部、マレーシア・サバ州に位置するキナバル山で、標高は4,095mである。インドネシア・カリマンタンの最高峰はイラン山脈南部のラヤ山（標高2,278m）である。主な河川にはカプアス川、マハカム川、バリト川、ラジャン川がある。
鉱物資源が豊富で、石油、石炭、ダイヤモンド、金、銅、スズ・鉄、マンガン、アンチモン、ボーキサイトなどが産出する。
気候は熱帯気候であり、降雨量は年平均4,000mm。雨季は10月から3月頃であるが、サバ州ではキナバル山の影響で年の前半はあまり雨が降らない。熱帯雨林が発達しており、北部にはスマトラサイ、ボルネオゾウが生息し、その他、オランウータン、テナガザルなどの中大型哺乳類や、ワニ、ニシキヘビなどの爬虫類が生息している。また、ウツボカズラの種類が多く、特にキナバル山には特産種が多く知られる。グヌン・ムル国立公園ではコウモリ・アカエリトリバネアゲハ・ビワハゴロモ・ナナフシが生息する。グヌン・ガディン国立公園は大きなラフレシアが見られることで有名。他にオランウータンの保護で有名なセメンゴ野生生物保護センターなどもある。
一見すると緑豊かな土地であるが、高温多湿で雨が多い土地であるが故に落ち葉がすぐに腐り、腐葉土は雨に流され地上に堆積できず、落ち葉の直ぐ下は粘土質の土であるため、イチジク以外の果実は数年に一度しか実らない、果実に乏しい森である。ここ50年程はパーム油の採取のために熱帯雨林を切り開いてアブラヤシを植えることが広まっており、自然破壊が懸念されている。

## 行政区分
インドネシア、マレーシア、ブルネイの3国が領有している。
- インドネシア共和国
  - 東カリマンタン州
  - 西カリマンタン州
  - 南カリマンタン州
  - 中部カリマンタン州
  - 北カリマンタン州
- マレーシア連邦
  - サバ州
  - サラワク州
  - ラブアン（連邦政府直轄領）
- ブルネイ・ダルサラーム国（ブルネイ）

## 人、民族、言語
奥地を中心に先住民族のダヤク族（イバン族）が住んでいるが、近年は都市生活者も多い。沿岸部はマレー系が多く占め、人口集積部には中国系の住民も多い。114種の言語（方言ではない）が話されている。

## 人口
全島の総人口は、約1750万人である。
- インドネシア領 - 11,419,398人
  - 東カリマンタン州 - 2,750,369人 (2004)
  - 西カリマンタン州 - 3,740,000人 (2000)
  - 南カリマンタン州 - 3,054,129人 (2002)
  - 中部カリマンタン州 - 1,874,900人 (2002)
- マレーシア領 - 5,706,880人 (2009)
  - サバ州 - 3,202,880人 (2009)
  - サラワク州 - 2,504,000人 (2009)
  - 連邦領ラブアン - 86,908人 (2010)
- ブルネイ・ダルサラーム国 - 400,000人 (2008)